# 但馬漁火ライン

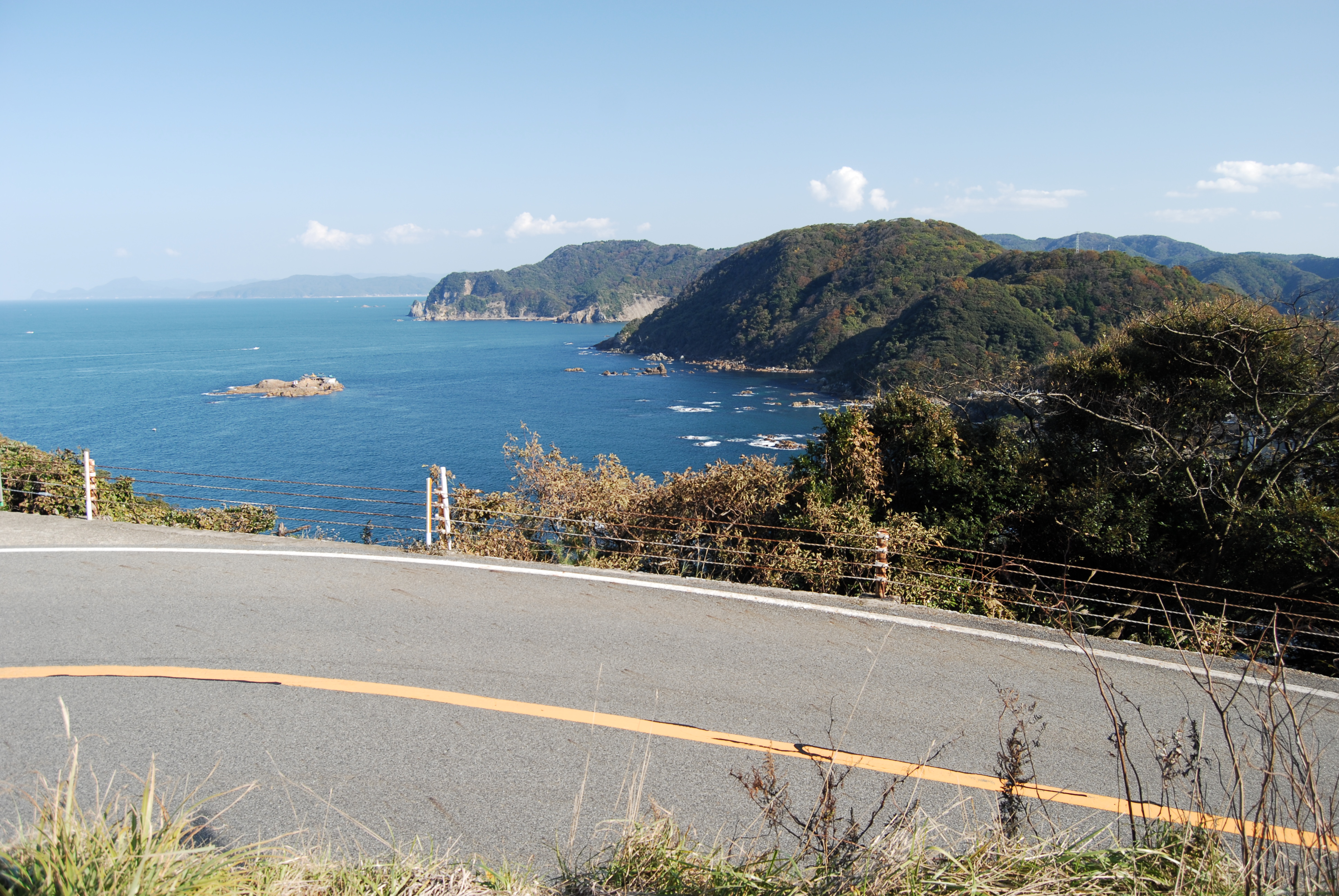
但馬漁火ライン（但馬海岸道路）

但馬漁火ライン（たじまいさりびライン、Tajima Isaribi Line）は兵庫県豊岡市気比から香美町を経て、新温泉町居組（国道178号）を結ぶ日本海沿いを走る主要道路。兵庫県で初めて国土交通省の日本風景街道に選定された。

## 概要
全域が山陰海岸国立公園に属する東西約50 kmの但馬海岸は起伏に富むリアス式海岸となっており、山陰海岸の美しい自然景観を楽しみながら走行することが出来る。そのため、ツーリングやドライブコースとして人気が高い。6月から10月にかけての夜にイカ釣り漁船の漁火が灯ることから名付けられた。
兵庫県豊岡市気比（京都府境）から但馬海岸道路、第二但馬海岸道路を通り、香美町香住区より国道178号、兵庫県道260号三尾浜坂線を経て、再び国道178号を走り、兵庫県美方郡新温泉町居組（鳥取県境）に至る但馬地域の海岸沿いをメインルートとしている。
但馬海岸のすべてが山陰海岸国立公園および山陰海岸ジオパークに指定されており、国の名勝に指定された香住海岸や但馬御火浦をはじめ、美しい砂浜を有する竹野海岸の竹野浜など、特徴的な海岸地形を形成している。また、志賀直哉の名作「城の崎にて」の舞台として知られ、外湯巡りが楽しめる城崎温泉や、海洋レジャー施設城崎マリンワールド、日本屈指の松葉ガニ水揚量を誇る香住港・浜坂港や、1912年（明治45年）に完成したトレッスル橋としては日本一を誇る余部鉄橋（高さ41 m・長さ310 m）、国民保養温泉地に指定された七釜温泉など観光スポットが多い。

### 路線データ
- 起点：兵庫県豊岡市気比の三原峠（兵庫県道・京都府道11号香美久美浜線）
- 終点：兵庫県新温泉町居組（国道178号）
- 総延長：67 km
- 主な経由地：豊岡市、香美町、新温泉町

## 通過路線
- 国道178号の兵庫県部分（豊岡市下宮・河梨峠から新温泉町居組）
- 但馬海岸道路の全線
- 第二但馬海岸道路の全線
- 兵庫県道・京都府道11号香美久美浜線の一部
- 兵庫県道260号三尾浜坂線の全線
- 兵庫県道3号豊岡瀬戸線の一部

## 地理
日本海の断崖と漁港を縫うように走り、日本海を眺めながら緩やかなアップダウンを繰り返すワインディングロードが続く。山陰海岸は、天然記念物の鎧の袖をはじめ、洞門や洞窟、奇岩など独特の風景が連なる。

### 通過する自治体
- 兵庫県
  - 豊岡市 - 美方郡香美町 - 同郡新温泉町

### 沿線
城崎・竹野エリア
- 津居山海岸 - 気比の浜
- 日和山海岸 - 城崎マリンワールド
- 城崎温泉
- 佐津海岸 - 臼ヶ浦島、安木浜
- 竹野海岸 - 淀の洞門、はさかり岩、猫崎半島、竹野浜、北前館

香住エリア
- 大乗寺
  - 香住海岸（国の名勝）
    - 今子浦
    - 大引きの鼻
    - 岡見公園
    - 鎧の袖（国の天然記念物）但馬松島、今子浦

  - 余部鉄橋（JR西日本・山陰本線・餘部駅）

浜坂エリア
- 浜坂県民サンビーチ（日本の白砂青松100選）、山陰海岸ジオパーク館
- 但馬御火浦（国の名勝及び天然記念物） - 旭洞門、釣鐘洞門（世界最大の洞門）
- 七釜温泉、七釜温泉ゆーらく館

## 活動主体
- 但馬山陰海岸魅力あふれる道づくり

## エリア内の道の駅
- 道の駅あまるべ